# 关于建国以来党的若干历史问题的决议
《关于建国以来党的若干历史问题的决议》，簡稱《历史问题决议》或《决议》，是1981年6月27日中国共产党第十一届中央委员会第六次全体会议（中共十一届六中全会）一致通过的各项决议之一。该决议对中华人民共和国成立以来的主要历史事件（特别是文化大革命）作出了官方总结，是邓小平等人领导的“拨乱反正”运动的一部分，也对一些重要的历史人物（包括毛泽东）的功过得失作出了官方评价。
1981年的《关于建国以来若干历史问题的决议》与此前1945年的《关于若干历史问题的决议》是中国共产党自建党以来两个最为重要、权威的内部历史文献，二者都起到了对有争议的党内历史问题做出结论、全面总结党的历史经验、统一全党思想、对未来发展提供指导理论等的一系列重大作用。

## 历史背景
1976年9月9日毛泽东逝世之后，中國大陆政坛陆续发生了四人帮被捕、文化大革命结束、邓小平复出、两个凡是、真理标准大讨论、平反冤假错案、确立改革开放政策、废除终身制等等一系列大的变化。这些激烈反复的变化，造成了中国大陆特别是中共党内高层的思想混乱。应当如何看待建国以后中国的历史，如何评价文化大革命、毛泽东與毛泽东思想等问题成为当时中国大陆政治生活中的一个大问题。邓小平等人认为有总结历史、统一认识、并以此明确中国的未来的发展方向的必要，《决议》便在如此的历史背景下诞生。

## 起草过程

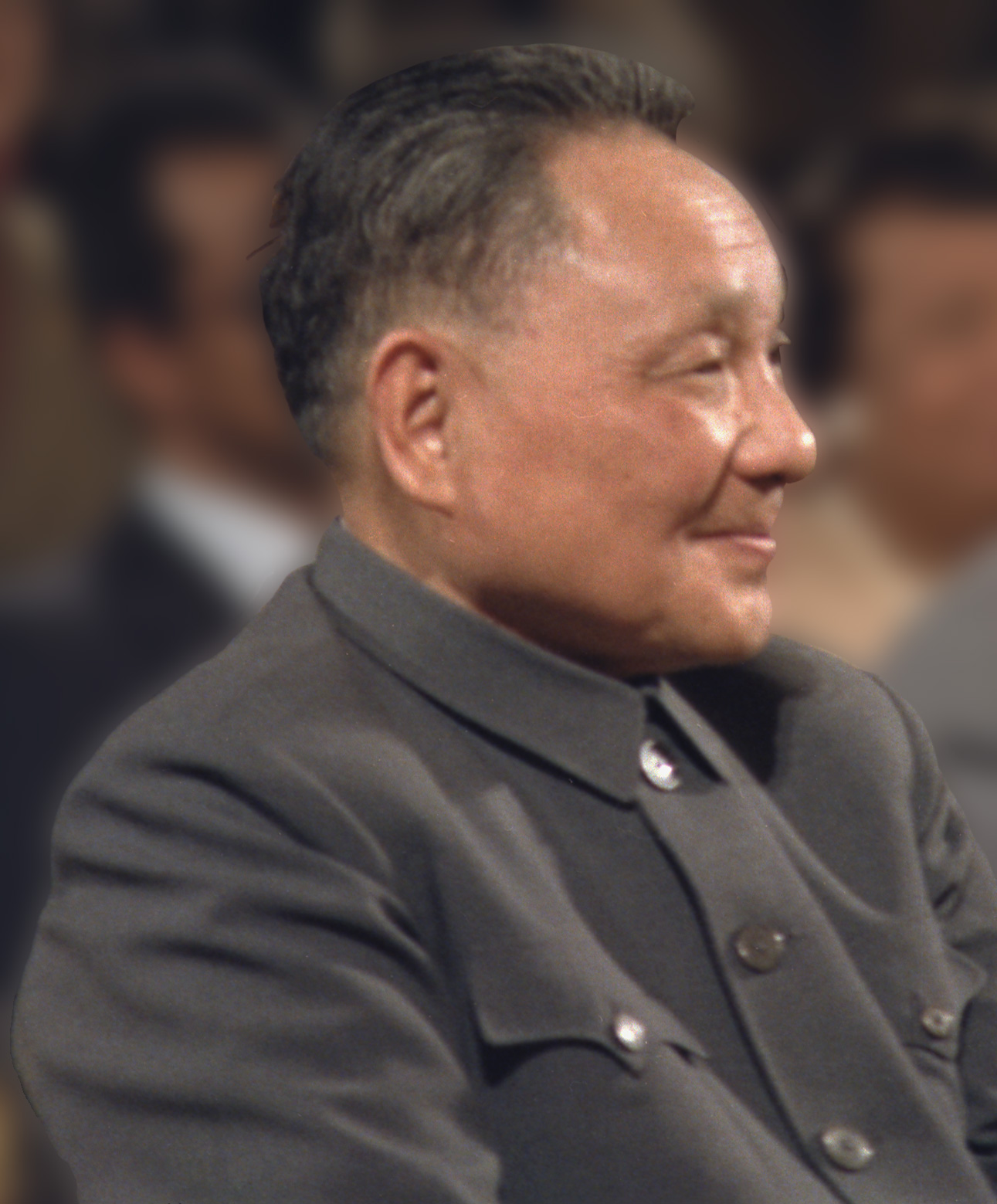
邓小平

《决议》的起草工作，由时任中共中央副主席邓小平、中共中央书记处总书记胡耀邦主持，1979年11月《决议》起草小组成立，起草小组由中国社会科学院院长胡乔木负责。在《决议》的起草过程中，自1980年3月到中共十一届六中全会，经过中国共产党党内约数千名高级干部的讨论、政治局扩大会议的讨论、十一届六中全会预备会议的讨论等多次讨论和修订，反复征求、吸取了各方面的意见后最终定稿。
这此期间，邓小平曾多次谈过关于《决议》的起草与修改的意见。1980年3月，起草小组拟出《决议》提纲，送邓小平审阅，他认为铺得太宽了，要避免叙述性的写法，要写得集中一些。他指示说，《决议》的中心是两个问题，一个是毛泽东同志的功绩是第一位，还是错误是第一位？另一个是建国三十二年（1949-1981），特别是“文化大革命”的十年，成绩是主要的，还是错误是主要的？是漆黑一团，还是光明是主要的？邓小平认为，“《决议》中最核心、最根本的问题，是如何坚持和发展毛泽东思想。党内党外、国内国外需要我们对这一问题加以论证，加以阐述，加以概括。”邓还要求：“通过这个决议对过去的事情做个基本的总结……这个总结宜粗不宜细。”

### 争议
《决议》的起草过程中，在如何评价毛泽东、毛泽东思想等问题上出现了较大争议。1980年10月-11月，超过4000名中共高级干部（实际约5600多人）参加了中共中央组织的《决议（草稿）》讨论，期间出现了诸多批判性的言论和观点。譬如有人认为：“毛泽东发动的‘大跃进’、‘文化大革命’是完全错误的，连古今中外哪一个剥削阶级统治的国家发生的问题也比不下这个严重”、“毛泽东发动‘文化大革命’，打倒一大批党和国家领导人，归根到底，他不是为了革命事业，而是维护自己的地位，这表明他的品质不高尚”、“评价毛泽东可以分前后两段，前期是马克思列宁主义者、共产主义者，后期是极左主义者”、“整个建国30年来，中国发生很多次重大错误和失误，所有这些错误都应该由毛泽东一个人负责”、“毛泽东同志犯了很多错误，《决议》中就干脆不写毛泽东思想部分。”
而邓小平本人在“科学评价”毛泽东和毛泽东思想的问题上坚决不让步，要求《决议》起草小组成员对一些“错误意见”就是要硬着头皮顶住、不能接受。据官方文献记载，邓小平“力排众议”、反驳一些人的“错误观点”，认为《决议》中阐述毛泽东思想的这一部分不能不要，甚至认为“如果不写或写不好这个部分，整个决议都不如不做。” 中共官方文献还认为，当时如果没有邓小平，维护毛泽东的历史地位将非常困难，同时也描述“大多数同志对草稿中历史地科学地评价毛泽东和‘文化大革命’，对肯定毛泽东思想，表示赞同，但也有些同志，提出了不同意见，对毛泽东提出了不正确的批评，特别是有些挨过整的人，意见相当极端。” 而也有亲历起草过程的学者指出，这次讨论中多数人的意见并没有被后来正式通过的《决议》所采纳，“因为那时候对毛泽东的评价，还没有达到现在认识的高度，主要的考虑还是囿于传统的思维，为尊者讳，担心给党‘抹黑’。这次大讨论虽然过程中发扬了民主（所谓‘让人讲话’），在结果上却不是按民主原则‘集中到多数人意见’，而是‘集中正确意见’；而‘正确’则只是根据领导和主持起草的少数人的判断作出决定。”

## 基本内容

### 建国以后的历史总结
《决议》认为，1949年中华人民共和国建国后的社会主义革命和建设的成绩是主要的，包括实现和巩固了国家统一，抵制了美国、苏联等国际帝国主义、霸权主义的侵略，建立了比较完整的工业、农业和军事体系，极大发展了教育、科学、文化、卫生、体育事业，等等。此外，《决议》还对1959-1961年“三年困难时期”前后政策做出否定或部分否定，包括反右运动、大跃进和农村人民公社化运动、廬山會議後期毛泽东批判彭德懷、反右倾运动、中共八届八中全会关于“彭德怀、黄克诚、张闻天、周小舟反党集团”的决议等，更对“文化大革命”在理论与实践上全面否定。
《决议》将中华人民共和国建国后的历史具体分成四个阶段：
1. 基本完成社会主义改造的七年（1949-1956），期间国家的指导方针和基本政策是基本正确的；
2. 开始全面建设社会主义的十年（1956-1965），期间取得了很大的成就，但也遭到过严重挫折；
3. 文革十年（1966-1976），期间党、国家和人民遭到建国以来最严重的挫折和损失；
4. 历史的伟大转折（1977-1981），国家进入了新的历史发展时期。

《决议》还重点检讨了“文化大革命”的教训，并将其定性为“由领导者错误发动的，被反革命集团利用，给党、国家和各族人民带来严重灾难的内乱”，其中“领导者”是谁在原文本句话没有直接解释，“反革命集团”主要是林彪集团和江青集团，也包括一些地方上的造反派，并指出毛泽东应为“这一全局性的、长时间的左倾严重错误”负主要责任。

### 有关毛泽东的历史地位部分

毛泽东和周恩來

《决议》均有评价毛泽东的功过，党的集体决议指出，毛泽东是“伟大的马克思主义者，是伟大的无产阶级革命家、战略家和理论家”，虽然晚年犯了严重错误，但是就他的一生来看则“功绩是第一位的，错误是第二位的”。撇除掉争议的部分，决议认为“他为我们党和中国人民解放军的创立和发展，为中国各族人民解放事业的胜利，为中华人民共和国的缔造和我国社会主义事业的发展，做出了永远不可磨灭的贡献。他为世界被压迫民族的解放和人类进步事业作出了重大贡献。”，提到正面部份则做积极的评价。
《决议》还总结了毛泽东思想有价值的地方，并特別强调贯彻于毛泽东思想体系需要被执行的各个具体部分的立场、观点和方法，即毛泽东思想的活的灵魂，主要有三个方面：
- 实事求是：即要理论联系实际，解放思想，用客观实践检验真理；
- 群众路线：即一切为了群众，一切依靠群众，从群众中来，到群众中去；
- 独立自主、自力更生：即要把方针要放在本国实际和本国人民力量的基点上，找出适合本国情况的发展道路。

《决议》提出：“四项基本原则，是全党团结和全国各族人民团结的共同的政治基础，也是社会主义现代化建设事业顺利进行的根本保证。一切偏离四项基本原则的言论和行动都是错误的，一切否定和破坏四项基本原则的言论和行动都是不能容许的。”

## 影响
《关于建国以来党的若干历史问题的决议》是中国共产党历史上最具有深远影响的重要文件之一，在总结历史的同时，为确立中国下一阶段的路线纲领提供了历史和理论上的依据，也为邓小平等人重新分配国家和党内的权力提供了历史和理论上的依据。此外，中共官方认为，该《决议》的正式通过，标志着中国共产党胜利地完成了指导思想上的“拨乱反正”。

## 延伸阅读
- 胡锦涛在庆祝中国共产党成立90周年大会上的讲话，中国政府网，2011年7月1日（页面存档备份，存于）

- 《历史决议》：把毛泽东思想同晚年错误分开——学者纵论《历史决议》的重大价值与深远影响，中国共产党新闻网，2011年9月26日，存档于（存檔日期 2019-05-11）